# Amaurobius dorotheae
Espèce
Synonymes
- Walmus dorotheae Chamberlin, 1947

Amaurobius dorotheae est une espèce d'araignées aranéomorphes de la famille des Amaurobiidae.

## Distribution
Cette espèce est endémique de Californie aux États-Unis,. Elle se rencontre vers Hammond.

## Description
La femelle holotype mesure 6,2 mm.

## Étymologie
Cette espèce est nommée en l'honneur de Dorothea DeMuth Mulaik.

## Publication originale
- Chamberlin, 1947 : A summary of the known North American Amaurobiidae. Bulletin of the University of Utah, vol. 38 no 8, p. 1-31.